# Salvo D'Acquisto (miniserie televisiva)
Salvo D'Acquisto è una miniserie televisiva italiana del 2003, liberamente ispirata alla biografia del vice brigadiere dei Carabinieri Salvo D'Acquisto, ucciso dai nazisti durante la seconda guerra mondiale.

## Distribuzione
Nel formato originario di due puntate, la fiction venne trasmessa in prima visione TV in prima serata su Rai Uno il 21 e il 22 settembre 2003. In seguito la rete ammiraglia della Rai propose la versione film TV, cioè in un'unica puntata della durata di circa due ore. Nel 2009, TV2000 ha replicato la miniserie nel formato originario.

## Accoglienza
La prima puntata venne vista da 6 milioni e 203 mila spettatori, registrando il 26.39% di share. Si attirò critiche da parte de L'Osservatore Romano, che accusava la fiction di aver "tralasciato la dimensione cristiana" del sacrificio di D'Acquisto, su di cui all'epoca pendeva un discusso processo di beatificazione, attualmente aperto e in prosecuzione.

## Cast
- Beppe Fiorello: Salvo D'Acquisto
- Luigi Maria Burruano: maggiore Spada
- Bianca Maria D'Amato: Irene Jannone
- Domenico Balsamo: Guido Jannone
- Eugenia Costantini: Lucia
- Giovanni Esposito: Walter
- Nicola Di Pinto: zio Oscar
- Maria Pia Calzone: Gloria
- Ciro Capano: padre di Salvo
- Helmut Hagen: comandante Block
- Massimo Reale: Martuscielli
- Giuseppe Soleri: Salvi
- Nunzia Schiano: madre di Salvo
- Elio Veller: prete
- Leandro Amato: podestà
- Maria Cristina Fioretti: Maria
- Francesco Foti: Luciano
- Giovanni Moschella: Marchesi
- Tullio Sorrentino: Achille
- Lidia Vitale: moglie di Biagio
- Serena Rossi: Francesca D'Acquisto
- Simone Montedoro: Biagio
- Lorenzo Alessandri: Oreste